# Doty (Wisconsin)
Doty es un pueblo ubicado en el condado de Oconto en el estado estadounidense de Wisconsin. En el Censo de 2010 tenía una población de 260 habitantes y una densidad poblacional de 1,85 personas por km².

## Geografía
Doty se encuentra ubicado en las coordenadas 45°12′23″N 88°36′53″O / 45.20639, -88.61472. Según la Oficina del Censo de los Estados Unidos, Doty tiene una superficie total de 140.84 km², de la cual 135.31 km² corresponden a tierra firme y (3.93%) 5.53 km² es agua.

## Demografía
Según el censo de 2010, había 260 personas residiendo en Doty. La densidad de población era de 1,85 hab./km². De los 260 habitantes, Doty estaba compuesto por el 98.85% blancos, el 0% eran afroamericanos, el 0.38% eran amerindios, el 0% eran asiáticos, el 0% eran isleños del Pacífico, el 0% eran de otras razas y el 0.77% pertenecían a dos o más razas. Del total de la población el 0.38% eran hispanos o latinos de cualquier raza.